# Owlis Fowtbolayin Akowmb
L'Ulisses Yerevan (in armeno: Ուլիս Ֆուտբոլային Ակումբ - Owlis Fowtbolayin Akowmb), era una società calcistica armena con sede nella città di Erevan.
Nel 2011 vince il campionato per la prima volta nella sua storia spezzando l'egemonia del Pyunik che durava da 10 anni.
Nel gennaio del 2016 la società comunica il ritiro della squadra per gravi problemi economici.

## Storia
- 2000: fondazione del club. Prima denominazione del club: Dinamo-2000 Erevan
- 2001 :1° partecipazione alla prima divisione.
- 2004: Il club è rinominato Dinamo-Zenit Erevan
- 2006: Il club è rinominato Ulisses Erevan
- 2011: Vince il campionato armeno
- 2016: Si ritira ufficialmente dal campionato

## Palmarès

### Competizioni nazionali
- Campionato armeno: 1

2011

### Altri piazzamenti
- Campionato armeno:

Secondo posto: 2014-2015
Terzo posto: 2009, 2010
- Coppa d'Armenia:

Semifinalista: 2009, 2010, 1999, 2011, 2011-2012
- Supercoppa d'Armenia:

Finalista: 2012